# Coppa panamericana femminile di pallavolo 2016
La Coppa panamericana femminile di pallavolo 2016 si è svolta dal 2 al 10 luglio 2016 a Santo Domingo, nella Repubblica Dominicana: al torneo hanno partecipato dodici squadre nazionali tra nordamericane e sudamericane e la vittoria finale è andata per la quarta volta a Repubblica Dominicana.

## Impianti
|                                                                            |                                                                         |  |
|                                                                            |                                                                         |  |
| Ricardo Arias Pavilion Città: Santo Domingo Capienza: - Anno d'apertura: - | San Carlos Pavilion Città: Santo Domingo Capienza: - Anno d'apertura: - |  |

## Regolamento

### Formula
Le squadre hanno disputato una prima fase a gironi con formula del girone all'italiana; al termine della prima fase:
- Le prime tre classificate di ogni girone hanno acceduto alla fase finale per il primo posto, strutturata in quarti di finale, a cui hanno partecipato solo le seconde e le terze classificate, semifinali, finale per il terzo posto e finale.
- La quarta e la quinta classificata di ogni girone e le due eliminate ai quarti di finale della fase finale per il primo posto hanno acceduto alla fase finale per il quinto posto, strutturata in quarti di finale, a cui hanno partecipato solo le quarte e le quinte classificate, semifinale, finale per il settimo posto e finale per il quinto posto.
- Le due eliminate ai quarti di finale della fase finale per il quinto posto hanno acceduto alla finale per il nono posto.
- L'ultima classificata di ogni girone ha acceduto alla finale per l'undicesimo posto.

### Criteri di classifica
Se il risultato finale è stato di 3-0 sono stati assegnati 5 punti alla squadra vincente e 0 a quella sconfitta, se il risultato finale è stato di 3-1 sono stati assegnati 4 punti alla squadra vincente e 1 a quella sconfitta, se il risultato finale è stato di 3-2 sono stati assegnati 3 punti alla squadra vincente e 2 a quella sconfitta.
L'ordine del posizionamento in classifica è stato definito in base a:
- Numero di partite vinte;
- Punti;
- Ratio dei set vinti/persi;
- Ratio dei punti realizzati/subiti;
- Risultati degli scontri diretti.

## Squadre partecipanti
| Squadra           | Qualificazione      | Ultima partecipazione |
| ----------------- | ------------------- | --------------------- |
| Argentina         | -                   | Perù 2015             |
| Canada            | -                   | Perù 2015             |
| Colombia          | -                   | Perù 2015             |
| Costa Rica        | -                   | Perù 2015             |
| Cuba              | -                   | Perù 2015             |
| Messico           | -                   | Perù 2015             |
| Perù              | -                   | Perù 2015             |
| Porto Rico        | -                   | Perù 2015             |
| Rep. Dominicana   | Paese organizzatore | Perù 2015             |
| Stati Uniti       | -                   | Perù 2015             |
| Trinidad e Tobago | -                   | Messico 2014          |
| Venezuela         | -                   | Messico 2008          |

## Torneo

### Fase a gironi
| Girone A        | Girone B          |
| --------------- | ----------------- |
| Canada          | Argentina         |
| Colombia        | Costa Rica        |
| Messico         | Cuba              |
| Porto Rico      | Perù              |
| Rep. Dominicana | Stati Uniti       |
| Venezuela       | Trinidad e Tobago |

#### Girone A

##### Risultati
| 2 luglio 2016 Ricardo Arias Pavilion, Santo Domingo Durata: 2h:07 - Spettatori: 150   | Canada          | 3 - 1 | Colombia   | 25-21, 18-25, 25-16, 25-21        |
| 2 luglio 2016 Ricardo Arias Pavilion, Santo Domingo Durata: 1h:15 - Spettatori: 2 500 | Porto Rico      | 3 - 0 | Messico    | 25-19, 25-19, 25-23               |
| 2 luglio 2016 Ricardo Arias Pavilion, Santo Domingo Durata: 1h:04 - Spettatori: 3 000 | Rep. Dominicana | 3 - 0 | Venezuela  | 25-16, 25-11, 25-16               |
| 3 luglio 2016 Ricardo Arias Pavilion, Santo Domingo Durata: 1h:06 - Spettatori: 100   | Colombia        | 0 - 3 | Porto Rico | 18-25, 17-25, 15-25               |
| 3 luglio 2016 Ricardo Arias Pavilion, Santo Domingo Durata: 2h:03 - Spettatori: 300   | Venezuela       | 1 - 3 | Canada     | 25-22, 20-25, 29-31, 21-25        |
| 3 luglio 2016 Ricardo Arias Pavilion, Santo Domingo Durata: 1h:16 - Spettatori: 4 000 | Rep. Dominicana | 3 - 0 | Messico    | 25-17, 25-15, 25-19               |
| 4 luglio 2016 Ricardo Arias Pavilion, Santo Domingo Durata: 1h:14 - Spettatori: 305   | Messico         | 0 - 3 | Venezuela  | 17-25, 20-25, 20-25               |
| 4 luglio 2016 Ricardo Arias Pavilion, Santo Domingo Durata: 1h:19 - Spettatori: 300   | Canada          | 0 - 3 | Porto Rico | 19-25, 17-25, 19-25               |
| 4 luglio 2016 Ricardo Arias Pavilion, Santo Domingo Durata: 1h:47 - Spettatori: 4 000 | Rep. Dominicana | 3 - 1 | Colombia   | 25-13, 17-25, 25-18, 25-18        |
| 5 luglio 2016 Ricardo Arias Pavilion, Santo Domingo Durata: 1h:19 - Spettatori: 302   | Porto Rico      | 3 - 0 | Venezuela  | 25-12, 25-21, 25-17               |
| 5 luglio 2016 Ricardo Arias Pavilion, Santo Domingo Durata: 2h:25 - Spettatori: 700   | Colombia        | 3 - 2 | Messico    | 21-25, 21-25, 25-23, 25-23, 17-15 |
| 5 luglio 2016 Ricardo Arias Pavilion, Santo Domingo Durata: 1h:29 - Spettatori: 4 500 | Rep. Dominicana | 3 - 0 | Canada     | 26-24, 25-21, 25-13               |
| 6 luglio 2016 Ricardo Arias Pavilion, Santo Domingo Durata: 1h:03 - Spettatori: ?     | Messico         | 0 - 3 | Canada     | 16-25, 18-25, 14-25               |
| 6 luglio 2016 Ricardo Arias Pavilion, Santo Domingo Durata: 1h:43 - Spettatori: 370   | Venezuela       | 1 - 3 | Colombia   | 10-25, 16-25, 25-20, 23-25        |
| 6 luglio 2016 Ricardo Arias Pavilion, Santo Domingo Durata: 1h:35 - Spettatori: 6 000 | Rep. Dominicana | 3 - 0 | Porto Rico | 25-22, 25-20, 25-23               |

##### Classifica
| Pos | Squadra         | Pt | G | V | P | SV | SP | Ratio  | PF  | PS  | Ratio |
| --- | --------------- | -- | - | - | - | -- | -- | ------ | --- | --- | ----- |
| 1   | Rep. Dominicana | 24 | 5 | 5 | 0 | 15 | 1  | 15.000 | 393 | 291 | 1.335 |
| 2   | Porto Rico      | 20 | 5 | 4 | 1 | 12 | 3  | 4.000  | 365 | 291 | 1.254 |
| 3   | Canada          | 13 | 5 | 3 | 2 | 9  | 8  | 1.125  | 384 | 377 | 1.018 |
| 4   | Colombia        | 9  | 5 | 2 | 3 | 8  | 12 | 0.666  | 411 | 445 | 0.923 |
| 5   | Venezuela       | 7  | 5 | 1 | 4 | 5  | 12 | 0.416  | 337 | 405 | 0.832 |
| 6   | Messico         | 2  | 5 | 0 | 5 | 2  | 15 | 0.133  | 328 | 409 | 0.801 |

#### Girone B

##### Risultati
| 2 luglio 2016 San Carlos Pavilion, Santo Domingo Durata: 1h:11 - Spettatori: 100   | Argentina         | 3 - 0 | Costa Rica        | 25-10, 25-17, 25-15               |
| 2 luglio 2016 San Carlos Pavilion, Santo Domingo Durata: 1h:10 - Spettatori: 100   | Cuba              | 3 - 0 | Trinidad e Tobago | 25-20, 25-14, 25-19               |
| 2 luglio 2016 San Carlos Pavilion, Santo Domingo Durata: 1h:23 - Spettatori: 500   | Stati Uniti       | 3 - 0 | Perù              | 25-20, 25-19, 27-25               |
| 3 luglio 2016 San Carlos Pavilion, Santo Domingo Durata: 1h:02 - Spettatori: 100   | Costa Rica        | 0 - 3 | Cuba              | 9-25, 8-25, 18-25                 |
| 3 luglio 2016 San Carlos Pavilion, Santo Domingo Durata: 1h:03 - Spettatori: 101   | Trinidad e Tobago | 0 - 3 | Stati Uniti       | 11-25, 13-25, 19-25               |
| 3 luglio 2016 San Carlos Pavilion, Santo Domingo Durata: 2h:10 - Spettatori: 2 000 | Perù              | 3 - 2 | Argentina         | 25-16, 25-19, 24-26, 20-25, 15-11 |
| 4 luglio 2016 San Carlos Pavilion, Santo Domingo Durata: 1h:13 - Spettatori: 100   | Costa Rica        | 0 - 3 | Perù              | 10-25, 15-25, 19-25               |
| 4 luglio 2016 San Carlos Pavilion, Santo Domingo Durata: 1h:02 - Spettatori: 250   | Argentina         | 3 - 0 | Trinidad e Tobago | 25-15, 25-12, 25-18               |
| 4 luglio 2016 San Carlos Pavilion, Santo Domingo Durata: 2h:01 - Spettatori: 1 400 | Stati Uniti       | 3 - 2 | Cuba              | 19-25, 25-20, 18-25, 25-15, 15-7  |
| 5 luglio 2016 San Carlos Pavilion, Santo Domingo Durata: 1h:38 - Spettatori: 100   | Trinidad e Tobago | 1 - 3 | Perù              | 19-25, 25-23, 17-25, 15-25        |
| 5 luglio 2016 San Carlos Pavilion, Santo Domingo Durata: 1h:02 - Spettatori: 450   | Costa Rica        | 0 - 3 | Stati Uniti       | 16-25, 10-25, 18-25               |
| 5 luglio 2016 San Carlos Pavilion, Santo Domingo Durata: 1h:47 - Spettatori: 2 000 | Cuba              | 1 - 3 | Argentina         | 25-22, 17-25, 23-25, 15-25        |
| 6 luglio 2016 San Carlos Pavilion, Santo Domingo Durata: 1h:17 - Spettatori: 300   | Cuba              | 3 - 0 | Perù              | 25-19, 25-20, 25-21               |
| 6 luglio 2016 San Carlos Pavilion, Santo Domingo Durata: 1h:21 - Spettatori: 150   | Trinidad e Tobago | 3 - 0 | Costa Rica        | 25-19, 25-14, 25-23               |
| 6 luglio 2016 San Carlos Pavilion, Santo Domingo Durata: 1h:24 - Spettatori: 200   | Argentina         | 0 - 3 | Stati Uniti       | 14-25, 13-25, 23-25               |

##### Classifica
| Pos | Squadra           | Pt | G | V | P | SV | SP | Ratio | PF  | PS  | Ratio |
| --- | ----------------- | -- | - | - | - | -- | -- | ----- | --- | --- | ----- |
| 1   | Stati Uniti       | 23 | 5 | 5 | 0 | 15 | 2  | 7.500 | 404 | 293 | 1.378 |
| 2   | Cuba              | 18 | 5 | 3 | 2 | 12 | 6  | 2.000 | 397 | 347 | 1.144 |
| 3   | Argentina         | 16 | 5 | 3 | 2 | 11 | 7  | 1.571 | 394 | 351 | 1.122 |
| 4   | Perù              | 12 | 5 | 3 | 2 | 9  | 9  | 1.000 | 406 | 369 | 1.100 |
| 5   | Trinidad e Tobago | 6  | 5 | 1 | 4 | 4  | 12 | 0.333 | 292 | 379 | 0.770 |
| 6   | Costa Rica        | 0  | 5 | 0 | 5 | 0  | 15 | 0.000 | 221 | 375 | 0.589 |

### Finali 1º e 3º posto
|  | Quarti     | Quarti      |                 |             | Semifinali         | Semifinali         |  |  | Finale 1º/2º posto | Finale 1º/2º posto |
|  |            |             |                 |             |                    |                    |  |  |                    |                    |
|  |            |             |                 |             |                    |                    |  |  |                    |                    |
|  |            |             |                 |             |                    |                    |  |  |                    |                    |
|  | -          | -           |                 |             |                    |                    |  |  |                    |                    |
|  | -          | -           |                 |             |                    |                    |  |  |                    |                    |
|  | -          | -           |                 |             |                    |                    |  |  |                    |                    |
|  | -          | -           | Rep. Dominicana | 3           |                    |                    |  |  |                    |                    |
|  |            |             | Rep. Dominicana | 3           |                    |                    |  |  |                    |                    |
|  |            | Stati Uniti | 0               |             |                    |                    |  |  |                    |                    |
|  | Cuba       | Stati Uniti | 0               | 3           |                    |                    |  |  |                    |                    |
|  | Cuba       |             |                 | 3           |                    |                    |  |  |                    |                    |
|  | Canada     | 2           |                 |             |                    |                    |  |  |                    |                    |
|  | Canada     | 2           | Rep. Dominicana | 3           |                    |                    |  |  |                    |                    |
|  |            |             | Rep. Dominicana | 3           |                    |                    |  |  |                    |                    |
|  |            | Porto Rico  | 2               |             |                    |                    |  |  |                    |                    |
|  | -          | Porto Rico  | 2               | -           |                    |                    |  |  |                    |                    |
|  | -          |             |                 | -           |                    |                    |  |  |                    |                    |
|  | -          | -           |                 |             |                    |                    |  |  |                    |                    |
|  | -          | -           | Cuba            | 1           | Finale 3º/4º posto | Finale 3º/4º posto |  |  |                    |                    |
|  |            |             | Cuba            | 1           | Finale 3º/4º posto | Finale 3º/4º posto |  |  |                    |                    |
|  |            | Porto Rico  | 3               |             |                    |                    |  |  |                    |                    |
|  | Porto Rico | Porto Rico  | 3               | 3           | Cuba               | 1                  |  |  |                    |                    |
|  | Porto Rico |             |                 | 3           | Cuba               | 1                  |  |  |                    |                    |
|  | Argentina  | 0           |                 | Stati Uniti | 3                  |                    |  |  |                    |                    |
|  | Argentina  | 0           |                 |             | 3                  |                    |  |  |                    |                    |
|  |            |             |                 |             |                    |                    |  |  |                    |                    |
|  |            |             |                 |             |                    |                    |  |  |                    |                    |

#### Quarti di finale
| 8 luglio 2016 Ricardo Arias Pavilion, Santo Domingo Durata: 1h:52 - Spettatori: 1 000 | Cuba       | 3 - 2 | Canada    | 21-25, 25-18, 25-16, 21-25, 16-14 |
| 8 luglio 2016 Ricardo Arias Pavilion, Santo Domingo Durata: 1h:14 - Spettatori: 1 500 | Porto Rico | 3 - 0 | Argentina | 25-11, 25-13, 25-18               |

#### Semifinali
| 9 luglio 2016 Ricardo Arias Pavilion, Santo Domingo Durata: 1h:56 - Spettatori: 2 500 | Stati Uniti     | 1 - 3 | Porto Rico | 20-25, 25-21, 17-25, 20-25 |
| 9 luglio 2016 Ricardo Arias Pavilion, Santo Domingo Durata: 1h:23 - Spettatori: 6 000 | Rep. Dominicana | 3 - 0 | Cuba       | 25-11, 25-22, 25-21        |

#### Finale 3º posto
| 10 luglio 2016 Ricardo Arias Pavilion, Santo Domingo Durata: 1h:29 - Spettatori: 2 000 | Stati Uniti | 3 - 1 | Cuba | 20-25, 25-9, 25-15, 25-9 |

#### Finale
| 10 luglio 2016 Ricardo Arias Pavilion, Santo Domingo Durata: 2h:31 - Spettatori: 6 000 | Porto Rico | 2 - 3 | Rep. Dominicana | 25-23, 19-25, 25-20, 21-25, 6-15 |

### Finali 5º e 7º posto
|  | Quarti            | Quarti    |           |           | Semifinali         | Semifinali         |  |  | Finale 1º/2º posto | Finale 1º/2º posto |
|  |                   |           |           |           |                    |                    |  |  |                    |                    |
|  |                   |           |           |           |                    |                    |  |  |                    |                    |
|  |                   |           |           |           |                    |                    |  |  |                    |                    |
|  | -                 | -         |           |           |                    |                    |  |  |                    |                    |
|  | -                 | -         |           |           |                    |                    |  |  |                    |                    |
|  | -                 | -         |           |           |                    |                    |  |  |                    |                    |
|  | -                 | -         | Argentina | 3         |                    |                    |  |  |                    |                    |
|  |                   |           | Argentina | 3         |                    |                    |  |  |                    |                    |
|  |                   | Colombia  | 2         |           |                    |                    |  |  |                    |                    |
|  | Colombia          | Colombia  | 2         | 3         |                    |                    |  |  |                    |                    |
|  | Colombia          |           |           | 3         |                    |                    |  |  |                    |                    |
|  | Trinidad e Tobago | 0         |           |           |                    |                    |  |  |                    |                    |
|  | Trinidad e Tobago | 0         | Argentina | 3         |                    |                    |  |  |                    |                    |
|  |                   |           | Argentina | 3         |                    |                    |  |  |                    |                    |
|  |                   | Canada    | 0         |           |                    |                    |  |  |                    |                    |
|  | -                 | Canada    | 0         | -         |                    |                    |  |  |                    |                    |
|  | -                 |           |           | -         |                    |                    |  |  |                    |                    |
|  | -                 | -         |           |           |                    |                    |  |  |                    |                    |
|  | -                 | -         | Canada    | 3         | Finale 3º/4º posto | Finale 3º/4º posto |  |  |                    |                    |
|  |                   |           | Canada    | 3         | Finale 3º/4º posto | Finale 3º/4º posto |  |  |                    |                    |
|  |                   | Venezuela | 0         |           |                    |                    |  |  |                    |                    |
|  | Perù              | Venezuela | 0         | 1         | Colombia           | 3                  |  |  |                    |                    |
|  | Perù              |           |           | 1         | Colombia           | 3                  |  |  |                    |                    |
|  | Venezuela         | 3         |           | Venezuela | 1                  |                    |  |  |                    |                    |
|  | Venezuela         | 3         |           |           | 1                  |                    |  |  |                    |                    |
|  |                   |           |           |           |                    |                    |  |  |                    |                    |
|  |                   |           |           |           |                    |                    |  |  |                    |                    |

#### Quarti di finale
| 8 luglio 2016 Ricardo Arias Pavilion, Santo Domingo Durata: 1h:20 - Spettatori: 300 | Colombia | 3 - 0 | Trinidad e Tobago | 25-21, 25-17, 25-17        |
| 8 luglio 2016 San Carlos Pavilion, Santo Domingo Durata: 1h:51 - Spettatori: 250    | Perù     | 1 - 3 | Venezuela         | 27-25, 30-32, 18-25, 20-25 |

#### Semifinali
| 9 luglio 2016 San Carlos Pavilion, Santo Domingo Durata: 2h:10 - Spettatori: 100    | Colombia  | 2 - 3 | Argentina | 18-25, 25-23, 25-21, 25-27, 8-15 |
| 9 luglio 2016 Ricardo Arias Pavilion, Santo Domingo Durata: 1h:18 - Spettatori: 700 | Venezuela | 0 - 3 | Canada    | 20-25, 16-25, 22-25              |

#### Finale 7º posto
| 10 luglio 2016 San Carlos Pavilion, Santo Domingo Durata: 1h:53 - Spettatori: 150 | Colombia | 3 - 1 | Venezuela | 25-19, 20-25, 25-17, 25-13 |

#### Finale 5º posto
| 10 luglio 2016 San Carlos Pavilion, Santo Domingo Durata: 1h:24 - Spettatori: 400 | Argentina | 3 - 0 | Canada | 25-21, 25-23, 25-23 |

### Finale 9º posto
| 9 luglio 2016 San Carlos Pavilion, Santo Domingo Durata: 1h:19 - Spettatori: 350 | Trinidad e Tobago | 0 - 3 | Perù | 21-25, 13-25, 16-25 |

### Finale 11º posto
| 8 luglio 2016 San Carlos Pavilion, Santo Domingo Durata: 1h:11 - Spettatori: 100 | Messico | 3 - 0 | Costa Rica | 25-17, 25-16, 25-20 |

## Classifica finale
| Pos     | Squadra           | Rosa |
| ------- | ----------------- | --- |
| Oro     | Rep. Dominicana   | Formazione: 1 Vargas, 2 Fernández, 3 Eve, 4 Fersola, 5 Castillo, 6 Domínguez, 7 Marte, 14 Rivera, 16 Peña, 17 Mambrú, 18 de la Cruz, 19 Binet, 20 B. Martínez, 21 J. Martínez, CT: Kwiek               |
| Argento | Porto Rico        | Formazione: 1 Seilhamer, 2 Venegas, 3 Mojica, 6 Rosa, 7 Enright, 9 Cruz, 10 Reyes, 11 Ocasio, 13 Ferrer, 14 Valentín, 15 Santana, 16 Oquendo, 18 Morales, 19 Prieto, CT: Nuñez                         |
| Bronzo  | Stati Uniti       | Formazione: 1 Carlini, 3 Hancock, 4 Courtney, 5 Howard, 6 Kingdon, 7 Simpson, 10 Holston, 11 Taylor, 12 Wopat, 13 Alhassan, 14 Payne, 22 Wong-Orantes, CT: Fisher                                      |
| 4       | Cuba              | Formazione: 1 Palma, 2 Gracia, 3 Rojas, 5 Y. Hernández, 6 Lescay, 10 Borrell, 14 Sánchez, 16 Díaz, 17 Casanova, 18 Matienzo, 19 Álvarez, 20 Rodríguez, CT: García                                      |
| 5       | Argentina         | Formazione: 2 Acosta, 3 Nizetich, 5 Fresco, 8 Piccolo, 9 Sagardía, 10 Sosa, 11 Lazcano, 12 Rizzo, 14 Fernández, 15 Fortuna, 16 Busquets, 18 Y. Castiglione, 19 Martínez, 20 C. Castiglione, CT: Orduna |
| 6       | Canada            | Formazione: 1 Niles, 2 Brisebois, 3 Nadeau, 4 Reesor, 5 Smith, 7 Dormann, 8 Ogoms, 11 McKay, 12 Cross, 13 Charuk, 16 Joseph, 19 Bélanger, 20 Perrin, 22 Cyr, CT: Ludwig                                |
| 7       | Colombia          | Formazione: 1 Caraballo, 2 Soto, 3 Moreno, 4 Segovia, 6 Zuleta, 8 Mancilla, 13 Gómez, 14 Ararat, 15 Marín, 16 Rangel, 18 Alegrías, 21 Martínez, CT: Guillaume                                          |
| 8       | Venezuela         | Formazione: 2 Delfines, 4 Medina, 5 Francesco, 6 Valero, 7 Bidean, 8 Morillo, 10 Glod, 11 Serrano, 12 Quijada, 14 Blanco, 16 Colmenares, 17 Acosta, CT: Nieto                                          |
| 9       | Perù              | Formazione: 2 Uribe, 3 Rueda, 4 Machado, 5 Palacios, 6 Muñoz, 8 Frías, 9 Regalado, 11 Yllescas, 12 Leyva, 13 Almeida, 14 Urrutia, 15 Palma, 16 Patiño, 18 Gómez, CT: Marasciulo                        |
| 10      | Trinidad e Tobago | Formazione: 3 Thompson, 5 Cruickshank, 6 Jack, 7 Ross, 8 Ramdin, 9 Marshall, 11 Olton, 12 Forde, 13 Yorke, 14 Wallace, 16 Esdelle, 17 De Four, CT: Cruz                                                |
| 11      | Messico           | Formazione: 2 L. López, 3 Reséndiz, 4 García, 5 Rangel, 7 Candelas, 8 Carranza, 11 Chávez, 12 Bañuelos, 13 Moreno, 17 Flores, 18 Mireles, 23 D. López, CT: Naranjo                                     |
| 12      | Costa Rica        | Formazione: 2 Picado, 3 Murillo, 5 Rodríguez, 6 González, 9 Solís, 10 Ramírez, 11 Vargas, 12 Sayles, 14 Fonseca, 16 Hines, 17 Alfaro, 21 Castro, CT: Godínez                                           |

## Premi individuali
| Premio                 | Nome              | Squadra         |
| ---------------------- | ----------------- | --------------- |
| MVP                    | Brayelin Martínez | Rep. Dominicana |
| Miglior realizzatrice  | Kenny Moreno      | Colombia        |
| Miglior servizio       | Micha Hancock     | Stati Uniti     |
| Miglior difesa         | Brenda Castillo   | Rep. Dominicana |
| Miglior ricevitrice    | Brenda Castillo   | Rep. Dominicana |
| Miglior palleggiatrice | Alexandra Muñoz   | Perù            |
| Miglior opposto        | Karina Ocasio     | Porto Rico      |
| Miglior schiacciatrice | Madison Kingdon   | Stati Uniti     |
| Miglior schiacciatrice | Brayelin Martínez | Rep. Dominicana |
| Miglior centrale       | Annerys Vargas    | Rep. Dominicana |
| Miglior centrale       | Rhamat Alhassan   | Stati Uniti     |
| Miglior libero         | Brenda Castillo   | Rep. Dominicana |